# Камерана
Камерана (итал. Camerana) — коммуна в Италии, располагается в регионе Пьемонт, в провинции Кунео.
Население составляет 683 человека (2008 г.), плотность населения составляет 30 чел./км². Занимает площадь 23 км². Почтовый индекс — 12072. Телефонный код — 0174.
Покровителем коммуны почитается святой Антоний Великий, память 17 января. 

## Демография
Динамика населения:

## Администрация коммуны
- Официальный сайт: http://www.comune.camerana.cn.it/ Архивная копия от 4 декабря 2008 на Wayback Machine